# Criminal Record (série de TV)
Criminal Record é uma série de suspense policial britânica criada por Paul Rutman com estreia em 10 de janeiro de 2024 na Apple TV+.

## Sinopse
Um telefonema anônimo atrai dois detetives brilhantes para um confronto sobre um antigo caso de assassinato.

## Elenco
- Peter Capaldi
- Cush Jumbo
- Charlie Creed-Miles
- Dionne Brown
- Shaun Dooley
- Stephen Campbell Moore
- Zoë Wanamaker
- Rasaq Kukoyi
- Maisie Ayres
- Aysha Kala
- Cathy Tyson
- Tom Moutchi